# 琅南塔機場
琅南塔機場是位於老撾北部城市琅南塔的機場，由老撾民航局管理。
琅南塔機場在2006年至2008年間關閉，以擴建1,200米跑道至1,600米，使其能容納較大型飛機如ATR 72，以及興建一座700m2的新航廈。

## 航空公司與目的地
| 航空公司     | 目的地                          |
| ------------ | ------------------------------- |
| 老撾航空     | 永珍 季節性包機：會曬、沙耶武里 |
| 老撾天空航空 | 永珍                            |